# Takeshi Shudō
Takeshi Shudō (首藤 剛志, Shudō Takeshi), né le 18 août 1949 et mort le 29 octobre 2010 à Nara (Japon), est un scénariste japonais. 

## Biographie
Takeshi Shudō est le créateur de Gigi, un dessin animé diffusé dans les années 1980, et l'un des créateurs et scénaristes des Pokémon (créateur du trio Jessie James et Miaouss de la Team Rocket, il fut également superviseur de la série et créateur des trois premiers films pokémon), notamment de l'animé dont il a écrit les premières saisons ainsi que les trois premiers films.
Le 28 octobre 2010, vers 6 heures (heure locale), alors qu'il se trouve à l'intérieur de la gare de Nara, il s'effondre soudainement au sol, victime d'un accident vasculaire cérébral. Un passant, témoin de la scène, se porte à son secours, et Shudo est rapidement hospitalisé. Les examens révèlent une importante hémorragie cérébrale, et malgré une opération tentée en urgence par les médecins, Takeshi Shudo s'éteint à 4h30 du matin le 29 octobre 2010.
Ses obsèques ont eu lieu à Tokyo le lundi suivant.

## Œuvres
- 1981: Fulgutor (le robot des lumières)
- 1982-1983: Gigi
- 1985: Goshogun: The Time Étranger
- Pokémon